# Ali Turan
Ali Turan (Kayseri, 6 settembre 1983) è un ex calciatore turco, di ruolo difensore.

## Palmarès

### Club

#### Competizioni nazionali
- Coppa di Turchia: 2

Kayserispor: 2007-2008
Konyaspor: 2016-2017
- Supercoppa di Turchia: 1

Konyaspor: 2017

#### Competizioni internazionali
- Coppa Intertoto UEFA: 1

Kayserispor: 2006